# 洛帕季奇
51°8′45″N 27°34′43″E / 51.14583°N 27.57861°E
洛帕蒂奇（烏克蘭語：Лопатичі），是烏克蘭北部的村落，隸屬日托米爾州的科羅斯滕區。該村始建於1730年，面積5.06平方公里，海拔高度183米，2023年人口1,784，人口密度每平方公里352.57人。